# Кузнецово (Богородское сельское поселение)
Кузнецово — деревня в Усть-Кубинском районе Вологодской области.
Входит в состав Богородского сельского поселения, с точки зрения административно-территориального деления — в Богородский сельсовет.
Расстояние по автодороге до районного центра Устья — 51 км, до центра муниципального образования Богородского — 1 км.
По переписи 2002 года население — 36 человек (17 мужчин, 19 женщин). Всё население — русские.